# What's My Line?
What's My Line? är en amerikansk frågesport som ursprungligen sändes 1950–1975 på CBS. 
Programledare för programmet var John Charles Daly och reguljära paneldeltagare var Dorothy Kilgallen, Arlene Francis och Bennett Cerf. What's My Line? vann tre Emmy Awards för "Best Quiz or Audience Participation Show" 1952, 1953 och 1958 samt en Golden Globe för "Best TV Show" 1962.
Då programmet hade kända gäster som medverkade i varje avsnitt har nästan alla program bevarats i producenterna Mark Goodson och Bill Todmans arkiv. Alla inspelningar är även tillgängliga på YouTube.
År 2013 rankade TV Guide programmet som nummer nio på sin lista över de 60 främsta frågesportsprogrammen någonsin och Time rankade det som en av de 100 främsta TV-programmen någonsin.
Upplägget är att fyra paneldeltagare ska lista ut gästdeltagarnas yrke, när den utfrågade gästen är en berömd person får de bära ögonbindel, de får endast ställa ett begränsat antal "ja" eller "nej"-frågor.

## Programledare och paneldeltagare
Programledaren, i programmet kallad moderator, var journalisten och veteranen i nyhetssammanhang i såväl radio- som tv, John Charles Daly. Vid de fyra tillfällen under sina 17 år som programledare då Daily inte hade möjlighet att medverka trädde istället författaren Clifton Fadiman, programledaren Eamonn Andrews och paneldeltagaren Bennett Cerf in i hans ställe.
Programmet hade en panel bestående av fyra kända personer som ställde frågor till de tävlande. I det inledande programmet den 2 februari 1950 bestod panelen av förre New Jersey-guvernören Harold G. Hoffman, kolumnisten Dorothy Kilgallen, poeten Louis Untermeyer och psykiatern Richard H. Hoffmann. Panelen varierade sedan något under de följande veckorna, men efter dessa första program bestod panelen under sin första tid i allmänhet av Kilgallen, skådespelerskan Arlene Francis, Untermeyer och komediförfattaren Hal Block. Förläggaren Bennett Cerf ersatte Untermeyer som fast paneldeltagare 1951, och komikern Steve Allen ersatte sedan Block 1953. Allen lämnade 1954 för att lansera The Tonight Show (han gästmedverkade dock fram till 1967), och ersattes i sin tur av komikern Fred Allen (inget släktskap), som stannade på posten fram till sin död 1956.
Ingen permanent ersättare sattes in för Fred Allen och mellan 1956 och 1965, bestod panelen istället av Kilgallen, Cerf, Francis samt en fjärde gästpanelmedlem. Efter Kilgallens död 1965 ersattes hon inte heller av en permanent paneldeltagare, istället bestod panelen de sista två åren av Cerf, Francis och två gäster.
Den mest frekventa gästpanelmedlemmen var Arlene Francis make, skådespelaren Martin Gabel, som medverkade 112 gånger genom åren. Andra frekventa gästpanelmedlemmar var Tony Randall, Robert Q. Lewis och Phyllis Newman.

### Gästpanelmedlemmar i urval
Steve Allen, Fred Allen, Louis Untermeyer, Hal Block, Martin Gabel, Soupy Sales, Joey Bishop, Buddy Hackett, Ernie Kovacs, Errol Flynn, Victor Borge, Carol Channing, Art Linkletter, Johnny Carson, Peter Ustinov, Woody Allen, Henry Morgan, David Niven, Betty White, Cesar Romero, Walter Pidgeon och Groucho Marx.